# 南緯47度線
南緯47度線（なんい47どせん）は、地球の赤道面より南に地理緯度にして47度の角度を成す緯線。南緯47度線はその大部分が公海上を走っており、大西洋、インド洋、太平洋、ニュージーランド、チリ、アルゼンチンを通過する。
この緯度の下では、夏至点時は15時間54分で、冬至点時の可照時間は8時間30分である。

## 通過する地域一覧
南緯47度線は、本初子午線から東に向かって以下の場所を通っている。
| 地理座標                                               | 国土・領土・領海 | 備考                                                              |
| ------------------------------------------------------ | ---------------- | ----------------------------------------------------------------- |
| 南緯47度0分 東経0度0分 / 南緯47.000度 東経0.000度      | 大西洋           |                                                                   |
| 南緯47度0分 東経20度0分 / 南緯47.000度 東経20.000度    | インド洋         | プリンス・エドワード諸島（ 南アフリカ共和国）のちょうど南を通過。 |
| 南緯47度0分 東経147度0分 / 南緯47.000度 東経147.000度  | 太平洋           | タスマン海                                                        |
| 南緯47度0分 東経167度42分 / 南緯47.000度 東経167.700度 | ニュージーランド | スチュアート島                                                    |
| 南緯47度0分 東経168度13分 / 南緯47.000度 東経168.217度 | 太平洋           |                                                                   |
| 南緯47度0分 西経74度3分 / 南緯47.000度 西経74.050度    | チリ             |                                                                   |
| 南緯47度0分 西経71度52分 / 南緯47.000度 西経71.867度   | アルゼンチン     |                                                                   |
| 南緯47度0分 西経66度48分 / 南緯47.000度 西経66.800度   | 大西洋           |                                                                   |